# 劇団21世紀FOX
劇団21世紀FOX（げきだんにじゅういっせいきフォックス）は、東京都調布市佐須町にかつてあった日本の劇団。

## 概要
主宰は俳優、声優の肝付兼太。北村想のファンである肝付が彼の作品の上演を強く望み、1983年に当時所属していた劇団がらくた工房から独立して旗揚げ。翌1984年に第一回の舞台「十一人の少年」が公演された。
声優が多数所属していることから声優プロダクション、声優養成所というイメージが強いが、実際は舞台の公演を目的とした、れっきとした劇団である。主宰の肝付自身や所属俳優たちも、もともと声優を生業としているわけではなく、あくまでも舞台俳優のかたわら声優もこなしているというスタンスである。
北村想作品の他、肝付が声優として『ドラえもん』をはじめとする藤子・F・不二雄原作のアニメ番組に多数出演していたことから、藤子・F・不二雄が発表したSF短編作品の舞台化にも精力的に取り組んだ。
劇団名の由来は20世紀フォックスであるが、同社とは無関係である。肝付によると、当初は20世紀フォックスが21世紀に入る際に21世紀フォックスに改名すると見込んで、あわよくば版権料を得ようとこの劇団名にしたが、結局20世紀フォックスが改名しなかったと語っている。
2016年6月、第76回公演『デンガラガッタ デンガラガッタ』をもって、無期限の「充電」期間に入ることとなった。同年9月5日、清算の結了等により法人としては消滅した。
同年10月20日、主宰の肝付が逝去（80歳没）。なお、公式サイトが削除されているため劇団側からの正式なコメントはない。また、声優の水田わさびは10月26日に自身のブログで、当劇団の解散の知らせを6月に聞いたと語っている。

## 公演実績
公演の詳細については劇団21世紀FOX公式サイトの「公演の歴史 - ウェイバックマシン（2016年9月10日アーカイブ分）(画像付き - ウェイバックマシン（2013年11月9日アーカイブ分）)」を参照

## 主な俳優

### 男性
- 河本浩之
- 宮下タケル
- 山口勝平（声優として悟空所属）

### 女性
- 竹田愛里

## かつて所属していた主な俳優

### 男性
- 粟津貴嗣（アトミックモンキーに移籍後引退）
- 井田国男（現所属：プロダクション・エース）
- 伊藤健太郎（現所属：マウスプロモーション）
- 川鍋雅樹（現所属：悟空）
- 肝付兼太（81プロデュース移籍後死去）
- 黒瀬浩二
- 坂野茂
- 柴山由崇
- 中嶋聡彦（FOX文芸部所属、主に音響監督として活動、在籍中に死去）
- 波多野和俊（現所属：VOICEプロダクション アルカンシェル）
- 松尾まつお（現所属：大沢事務所）
- 矢部雅史（現所属：オフィス ワタナベ）
- 渡辺浩司（現所属：ぷろだくしょんバオバブ）

### 女性
- 伊藤舞子（フリー）
- 岡田純子
- 織田芙実
- 樹元オリエ（現所属：悟空）
- 小桜エツコ（現所属：リル・ポータ）
- 佐藤美佳子（現所属：イエローテイル）
- 竹ノ内美奈子
- 橘U子（現所属：ケンユウオフィス）
- 百々麻子（現所属：賢プロダクション）
- 永木貴依子（現所属：プロダクション・エース）
- 西原久美子（現所属：青二プロダクション）
- はやみけい（現所属：賢プロダクション）
- 松下木聖（現所属：ケンユウオフィス）
- 水樹洵（フリー）